# Biblioteca Pública Municipal de Londrina
Biblioteca Pública Municipal de Londrina ou Biblioteca Professor Pedro Viriato Parigot de Souza, está localizada na cidade de Londrina, estado brasileiro do Paraná.

## Histórico
Criada oficialmente em 1940, na gestão do prefeito Joaquim Ferrário Lopes, por longos anos seu acervo foi armazenado nos porões do prédio da Prefeitura de Londrina, sem atendimento ao público. Em 4 de setembro de 1951, foi inaugurada sua sede própria, pelo então prefeito Hugo Cabral, sendo instalada em um prédio na Rua Catarina. 
Em 1967, sua sede foi transferida para uma casa na Rua Mato Grosso. Em 1970, foi novamente transferida, agora para o prédio da antiga Casa da Criança (sede da Secretaria de Cultura de Londrina). Em 1974, a biblioteca recebeu o nome de Professor Pedro Viriato Parigot de Souza, em homenagem ao ex-governador do Paraná.
Em 1984, a biblioteca passou a ocupar o prédio do antigo fórum da cidade, na Avenida Rio de Janeiro (atual endereço). A mudança para este local possibilitou a criação da Biblioteca Infantil e do Teatro Zaqueu de Melo. Em 2016, a Biblioteca Infantil foi transferida para o prédio da antiga Casa da Criança, abrindo espaço para a ampliação da sua estrutura de atendimento.

## Acervo
Seu acervo é variado para todas as áreas do conhecimento, possuindo obras técnicas, literárias, materiais de referência, periódicos e acervo retrospectivo, que possui artigos históricos.

## Biblioteca João Milanez/Sala Londrina-Paraná
A Biblioteca João Milanez ou Sala Londrina-Paraná como é conhecida, fica localizada no primeiro andar da instituição,  disponibilizando um acervo de obras especializadas na história, cultura, arquitetura e demais aspectos da cidade de Londrina.

## Serviços oferecidos
Além dos serviços de pesquisa, consulta e empréstimos de materiais do acervo, a biblioteca oferece outros serviços à comunidade, como o "telecentro comunitário", que possibilita ao usuário o acesso gratuito à internet e também o "mural de empregos", que disponibiliza diariamente as vagas de empregos publicadas em classificados e agências de emprego locais. Oferece ainda eventos, palestras, cursos e oficinas gratuitas e abertas à comunidade e também projetos de extensão literário-culturais.   

## Galeria de imagens

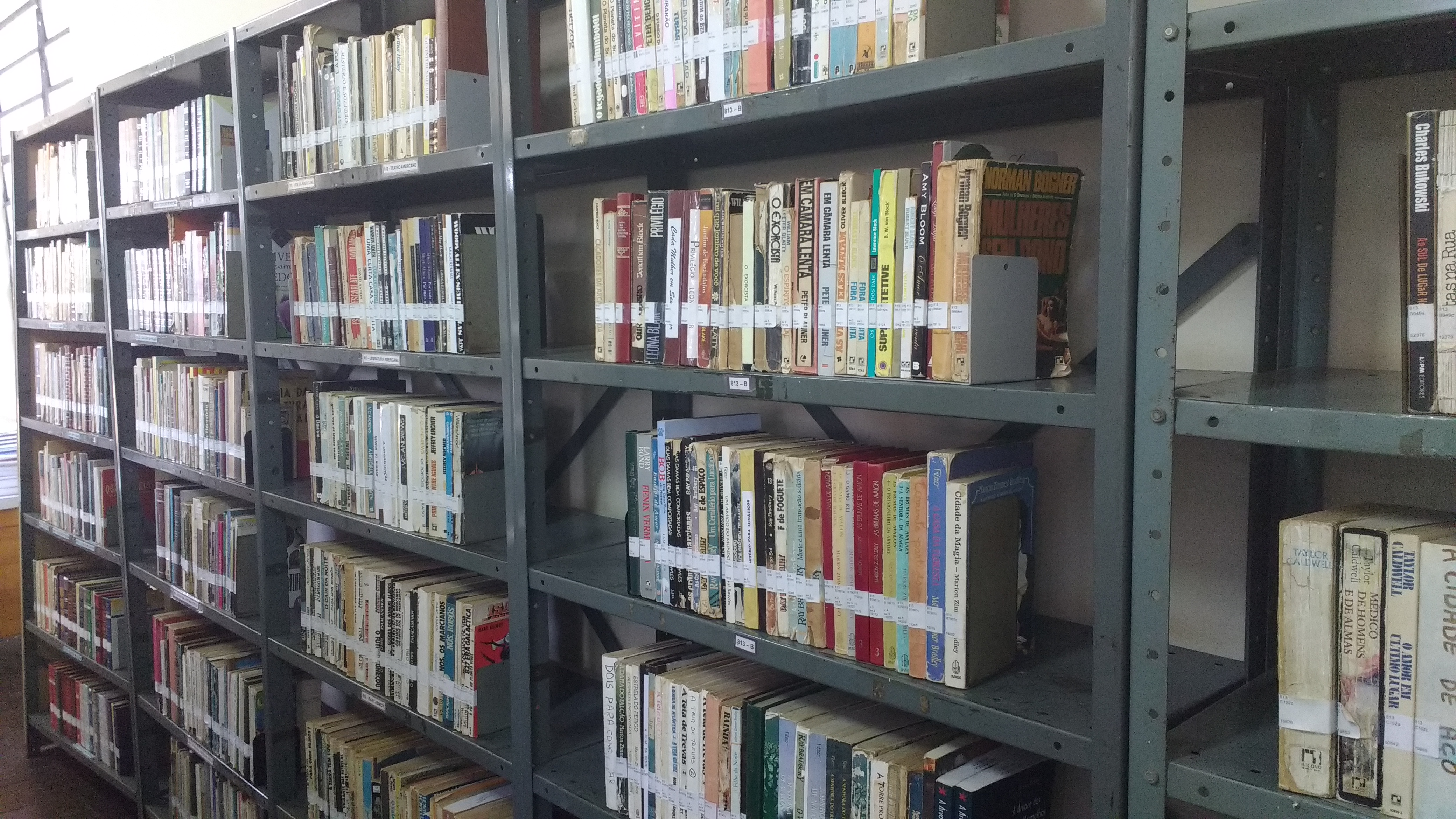
Acervo
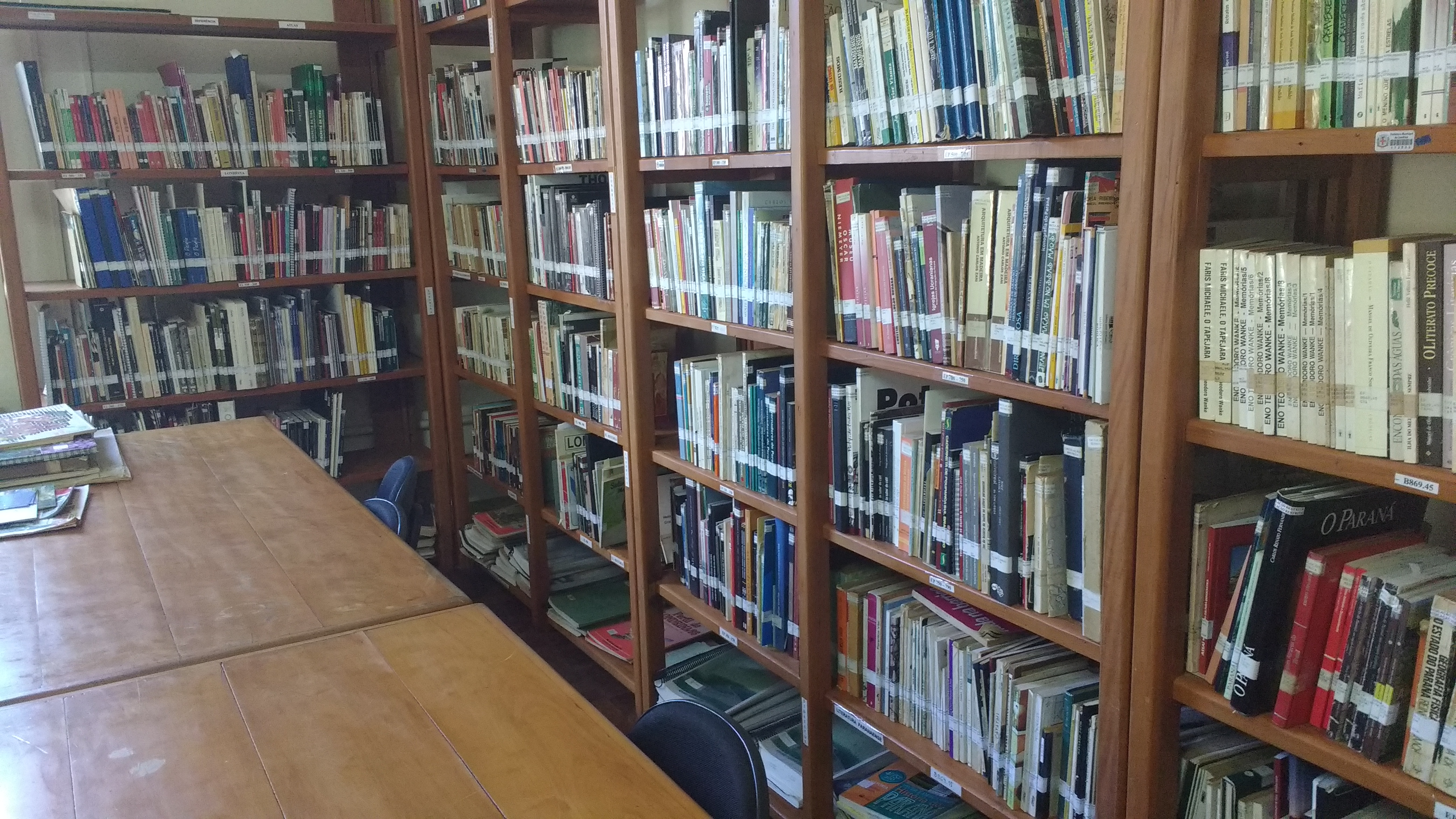
Biblioteca João Milanez/Sala Londrina-Paraná
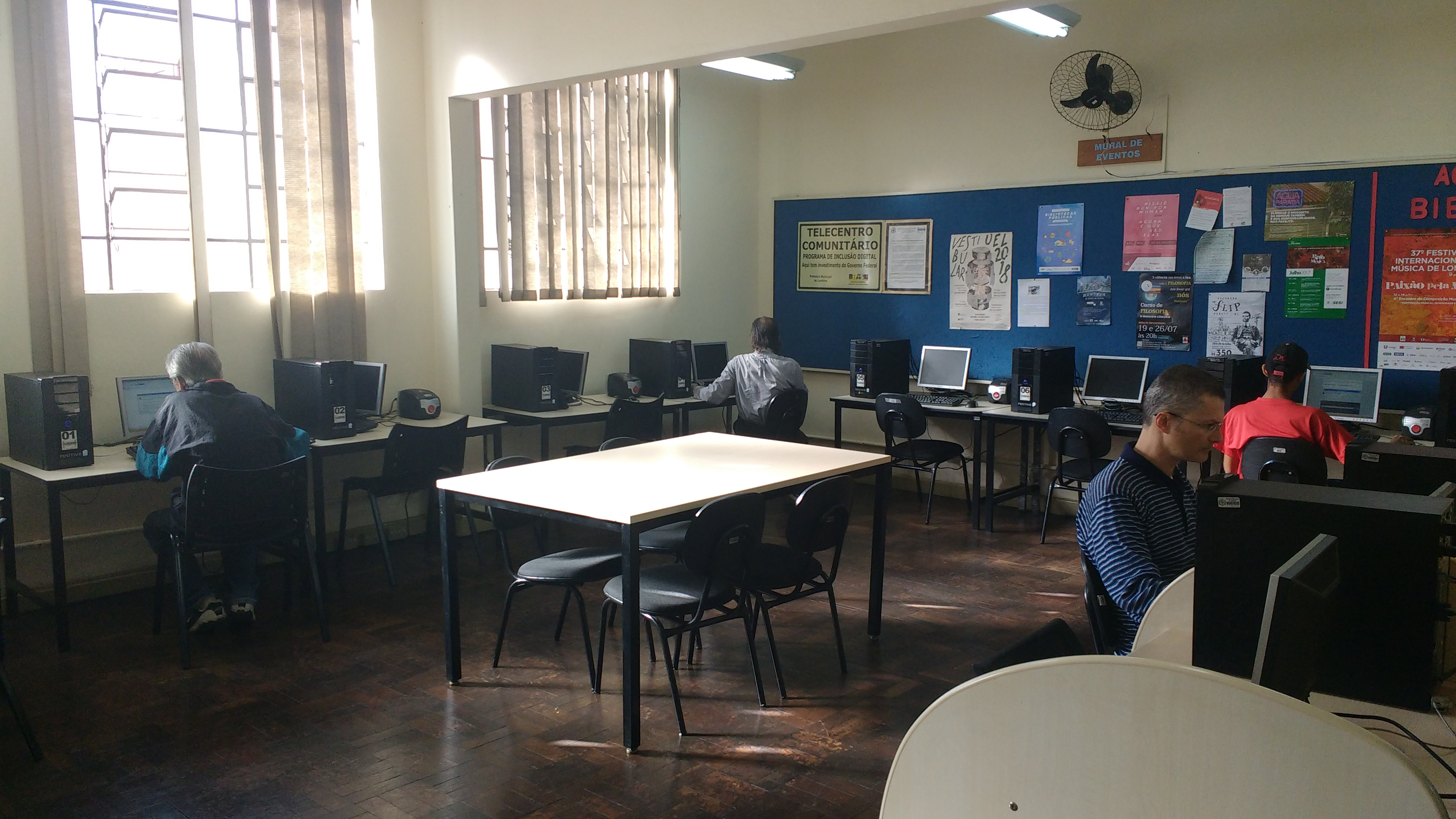
Telecentro Comunitário